# Intergalactic: The Heretic Prophet
Intergalactic: The Heretic Prophet est un jeu vidéo en développement se déroulant dans un univers de science-fiction. Développé par le studio américain Naughty Dog et édité par Sony Interactive Entertainment, il est mis en chantier en 2020 puis dévoilé en 2024 sans qu'une date de sortie ne soit annoncée.

## Trame
Le jeu prend place dans le futur, dans un univers alternatif où les progrès technologiques ont rendu possible l'existence de voyages spatiaux avancés en 1986. Le joueur incarne une chasseuse de primes nommée Jordan Mun. Alors que celle-ci poursuit à bord de son vaisseau un syndicat criminel, elle se retrouve échouée sur une planète peuplée de robots hostiles.

### Personnages
Le personnage principal est Jordan A. Mun. C'est une dangereuse chasseuse de primes. Elle voyage à bord d'un vaisseau spatial rouge. Le rouge est d'ailleurs sa couleur associée. Elle porte une veste rouge, sa tenue comporte d'autres touches de rouge et elle se bat avec une épée laser rouge. Elle est incarnée par l'actrice Tati Gabrielle.
Colin Graves, interprété par Kumail Nanjiani, est un homme recherché. Il a été repéré aux abords de la lune de Sempiria. Il est affilié au groupe "The Five Aces". La société ISMW Terya Sector a placé un contrat sur lui d'un montant de 1 600 000. Il est identifié comme une menace de niveau 7 et son identifiant est le #312750722.
L'agent de Jordan est incarnée par Halley Gross. C'est elle qui revendique les contrats de Jordan. Elle a un cache-oeil au niveau de l'oeil droit, sous lequel on devine une large cicatrice.

## Développement
Le jeu, dont la production démarre en 2020 avec 250 développeurs, est dévoilé lors des Game Awards en décembre 2024. L'équipe de Naughty Dog tient à revenir aux sources de leur studio, qui s'est initialement fait connaître avec des jeux d'action-aventure tels que Crash Bandicoot. Ils tirent inspiration d'œuvres d'animation telles que le film Akira ou la série Cowboy Bebop.
La protagoniste est incarnée par l'actrice Tati Gabrielle, et l'un des hommes qu'elle chasse pour une prime est interprété par Kumail Nanjiani. L'acteur Troy Baker et les musiciens de Nine Inch Nails Trent Reznor et Atticus Ross sont également annoncés comme faisant partie de la distribution et de l'équipe de développement.

## Placement de produits
Dans le trailer d'annonce du jeu et dans les différents visuels partagés par l'éditeur Naughty Dog lors de l'annonce du jeu en décembre 2024, des marques sont présentes dans le jeu.
La marque automobile Porsche est présente à l'arrière du vaisseau spatial dans lequel on découvre Jordan A. Mun. Le vaisseau est de marque Porsche, élément confirmé lorsque la pilote prend le contrôle des commandes, où le logo est à nouveau présent au centre du contrôleur.
La marque Sony est présente sous la forme d'un juke-box, qui sélectionne un album : actually du groupe Pet Shop Boys et dont la chanson It's a Sin démarre pour conclure le trailer.
La marque Adidas est enfin visible sur la chaussure de Jordan A. Mun.
La présence de ces marques est pointée du doigt par certains internautes qui y voient une forme de placement de produit. La présence de ces marques pourrait également servir de repères contextuels, les trois marques présentes dans le trailer étant fortes dans les années 80.